# Campeonato Panamericano de Taekwondo de 1988
El V Campeonato Panamericano de Taekwondo se celebró en Lima (Perú) en 1988 bajo la organización de la Unión Panamericana de Taekwondo.
En total se disputaron en este deporte dieciséis pruebas diferentes, ocho masculinas y ocho femeninas.

## Resultados

### Masculino
| Evento | Oro                                           | Plata                                 | Bronce                                                            |
| ------ | --------------------------------------------- | ------------------------------------- | ----------------------------------------------------------------- |
| –50 kg | Juan Moreno Estados Unidos                    | Julio Ramos Argentina                 | Julio Peña · República Dominicana · Alexandre Baby Gomes · Brasil |
| –54 kg | Carlos Rivas · Venezuela                      | Crisbal Piña · Colombia               | Williams de Jesús Córdova · México · Erwin Roca · Bolivia         |
| –58 kg | Alejandro González Argentina                  | Álvaro Vidal · Colombia               | Leonardo Capriani · Venezuela · Gabriel Díaz · México             |
| –64 kg | Tino Dossantos · Canadá                       | Miguel Camacho · República Dominicana | Milton Nahouyuki · México · Martín Pardo · Argentina              |
| –70 kg | Jae-Hoon Lee · Canadá                         | Santiago Pool · Perú                  | Jorge Gómez · Argentina · Geraldo Endo · Brasil                   |
| –76 kg | Humberto Norambuena · Chile                   | Aníbal Samaniego Paraguay             | Albert Smythe · Canadá · José Cruz · México                       |
| –83 kg | Herbert Pérez Estados Unidos                  | Antonio González Puerto Rico          | Javier de Martis · Perú · Eduardo Frethler · México               |
| +83 kg | Robert Fellner Islas Vírgenes Estadounidenses | Marido Dalla Costa · Brasil           | Pedro Laboy Puerto Rico Walter Roa Argentina                      |

### Femenino
| Evento | Oro                          | Plata                                  | Bronce                                                                          |
| ------ | ---------------------------- | -------------------------------------- | ------------------------------------------------------------------------------- |
| –43 kg | Mónica Torres · México       | Cheryl Kalamor Estados Unidos          | Nancy Rivera · Puerto Rico · Tatiana Alegre · Perú                              |
| –47 kg | Mayumi Pejo Estados Unidos   | Magdalena Vargas Puerto Rico           | Elda Lucía Ortiz · Colombia · Nallini Williams · Islas Vírgenes Estadounidenses |
| –51 kg | Nassy de Anzorena · México   | Manjit Bumrah · Canadá                 | Debra Holloway · Estados Unidos · Ximena Arellano · Perú                        |
| –55 kg | Olivia González · México     | Yira Carrasco · República Dominicana   | Grettel Obando · Costa Rica · Kim Dotson · Estados Unidos                       |
| –60 kg | Jessica Ezetta · Perú        | Eva Marie Suriel Antillas Neerlandesas | Layla Abugherir · Perú · Donna Halewich · Canadá                                |
| –65 kg | Yolanda Moreno · Perú        | Tessa Gordon · Canadá                  | Tami Noel · Islas Vírgenes Estadounidenses · Rosangela Mendonça · Brasil        |
| –70 kg | Sharon Jewell Estados Unidos | Luz Elena Awerhoff · México            | Marimer López · Puerto Rico · Marcia King · Canadá                              |
| +70 kg | Lynette Love Estados Unidos  | Elizabeth González Puerto Rico         | Yvonne Franssen · Canadá                                                        |

## Medallero
| Núm. | País                           | Oro | Plata | Bronce | Total |
| ---- | ------------------------------ | --- | ----- | ------ | ----- |
| 1    | Estados Unidos                 | 5   | 1     | 2      | 8     |
| 2    | México                         | 3   | 1     | 5      | 9     |
| 3    | Canadá                         | 2   | 2     | 4      | 8     |
| 4    | Perú                           | 2   | 1     | 4      | 7     |
| 5    | Argentina                      | 1   | 1     | 3      | 5     |
| 6    | Islas Vírgenes Estadounidenses | 1   | 0     | 2      | 3     |
| 7    | Venezuela                      | 1   | 0     | 1      | 2     |
| 8    | Chile                          | 1   | 0     | 0      | 1     |
| 9    | Puerto Rico                    | 0   | 3     | 3      | 6     |
| 10   | Colombia                       | 0   | 2     | 1      | 3     |
| 10   | República Dominicana           | 0   | 2     | 1      | 3     |
| 12   | Brasil                         | 0   | 1     | 3      | 4     |
| 13   | Antillas Neerlandesas          | 0   | 1     | 0      | 1     |
| 13   | Paraguay                       | 0   | 1     | 0      | 1     |
| 15   | Bolivia                        | 0   | 0     | 1      | 1     |
| 15   | Costa Rica                     | 0   | 0     | 1      | 1     |
|      | TOTAL                          | 16  | 16    | 31     | 63    |